# Масакацу Морита
Масакацу Морита (森田 必勝 Morita Masakatsu, 25 юли 1945 – 25 ноември 1970) е японски политически активист, който заедно с писателя Юкио Мишима извършва ритуално самоубийство известно като сеппуку в Токио.
Морита бил най-малкото дете на директор на начално училище. Загубил и двамата си родители на тригодишна възраст, за Морита се грижел брат му Осаму. Обучавал се в католическо училище. През 1966 г. той постъпва в Университета на Васеда, но е поразен от присъствието на студенти комунисти от Зенгакурен в университета и се включва активно в малката дясна университетска фракция. За първи път се срещна с Мишима на 19 юни 1967 г. и се присъединява към Татенокай при създаването му през октомври 1968 г. Още през март същата година той пише писмо до Мишима, в което изразява готовност да умре заради него.
Мишима се интересувал от използването на организацията му за директни политически действия. Затова през април и май 1970 г. той се обръща към няколко нейни членове. Тогава вътрешният кръг се състоял от Мишима, Морита, Мосахиро Огава (小川 正洋; Mosahiro Ogawa) и Масайоши Кога (小賀 正義; Masayoshi Koga) („Чиби“ Кога). До края на юни не е разработен ясен план. Малко след това Мишима отива на почивка в Шимода и плаща пътуване на останалите до Хокайдо. На 2 септември в Токио, Морита и „Чиби Кога“ привличат Хироясу Кога („Фуру“ Кога), който също е член на Татенокай, и той се срещна с Мишима на 9 септември, за да чуе подробности за плана.
И четиримата последователи очаквали да извършат самоубийство, и се възмутили, когато през ноември Мишима решава, че само той и Морита трябва да умрат. На 21 и 22 ноември 1970 г. се запасяват с провизии и Морита моли Хироясу Кога да му помогне, ако не успее да обезглави правилно Мишима. Следващите 2 дни са прекарани в репетиции.
На сутринта от 25 ноември, групата се отправя към гарнизона Ичигая на Японските сили за самоотбрана, под претекст, че това било приятелско посещение. Те се барикадират в кабинета на генерал Машита, вземат го за заложник и отправят искания. По обяд Мишима започва речта си пред събраните войски от балкона, но думите му са заглушени от хеликоптери и той скоро прекъсва речта. Веднага след завръщането си от балкона, Мишима се намушква в корема и Морита се опитва да го обезглави. След три неуспешни опита Хироясу Кога замества Морита в ролята му на кайшакунин и обезглавява Мишима. След това Морита също извършва сеппуко с помощта на Кога.
Масайоши Кога, Масахиро Огава и Хироясу Кога били освободени от затвора за добро поведение през октомври 1974 г. Тогава и тримата били на 26 години.